# 南杜街道
南杜街道，是中华人民共和国河北省邢台市南宫市下辖的一个乡镇级行政单位。

## 行政区划
南杜街道下辖以下地区：
南杜村、西里家庄村、大河头村、小河头村、党家庄村、东九宫村、师家庄村、东里家庄村、前霍照村、后霍照村、周家庄村、小刘家庄村、潘家庄村和尚家庄村。